# Église Saint-Denis de Sommesous
L'église Saint-Denis est un lieu de culte catholique situé à Sommesous (Marne).

## Situation
L'église est sise au 1, rue de l'Abbé-Gironde à Sommesous.

## Historique
La construction de l'église remonte au XIe siècle. Le village est en partie détruit en septembre 1914 durant la première bataille de la Marne, tout comme l'église qui fut bombardée, incendiée et pillée, puis restaurée après les destructions de la Première Guerre mondiale. Elle est classée au titre des monuments historiques par arrêté du 15 janvier 1916.

## Architecture
Bâtie en craie et pierres de taille des environs de Vertus, l'église est de style roman. Son portail en plein-cintre avec décor de chevrons, encadré de chaque côté par deux pieds-droits à trois colonnes double en redent, à fût droit, surmontées d'astragales tores sur lesquelles reposent des chapiteaux à décor de rinceaux, volutes et feuillages stylisés, à abaque plate ouvrant sur un édifice à trois nefs séparées par des rangées de piliers.
Elle possède deux autels latéraux, celui de gauche dédié à saint Denis, celui de droite à la Vierge Marie. À la croisée du transept se trouve de curieux chapiteaux. Le chœur voûté est grand et bien éclairé.
L'abside est voûtée en cul-de-four avec des fenêtres à colonnettes et chapiteaux. L'extérieur de l'abside est festonné de bandes lombardes sous  la corniche surplombant des fenêtres, dont une sur deux est aveugle.
Elle possède des vitraux du début du XVIe siècle. Une dalle funéraire en pierre du XIVe siècle, non identifiée, est  classée à titre d'objet.